# Томас Крол
Томас Крол (нід. Thomas Krol; нар. 16 серпня 1992, Девентер) — нідерландський ковзаняр, срібний призер Олімпійських ігор, чемпіон світу, багаторазовий призер чемпіонатів світу.

## Олімпійські ігри
| Рік  | Місто        | 1000 метрів | 1500 метрів |
| ---- | ------------ | ----------- | ----------- |
| 2022 | Пекін, Китай | 1           | 2           |

## Чемпіонат світу
| Рік  | Місто                | 1000 метрів | 1500 метрів |
| ---- | -------------------- | ----------- | ----------- |
| 2016 | Коломна, Росія       | —           | 3           |
| 2019 | Інцель, Німеччина    | 2           | 1           |
| 2020 | Солт-Лейк-Сіті, США  | DQ          | 2           |
| 2021 | Геренвен, Нідерланди | DQ          | 1           |